# Willy Derby
Willem Frederik Christiaan Dieben (Den Haag, 5 april 1886 – aldaar, 9 april 1944) was een Nederlandse zanger die in het interbellum (de periode tussen de beide wereldoorlogen) onder de naam Willy Derby een van de populairste artiesten van Nederland was. Tot zijn bekendste liedjes behoren Het plekje bij den molen (Daar bij dien molen), Twee oogen zoo blauw, Pinda Pinda Lekka Lekka en smartlappen, waarvan Hallo Bandoeng, Het fiere schooiershart, Droomland en Witte rozen de bekendste zijn.

## Levensloop
Derby was afkomstig uit een Haags arbeidersgezin. Hij werkte als zingende kelner in Antwerpen en New York en op de veerboot Hoek van Holland - Harwich voordat hij in 1915, gestimuleerd door zijn echtgenote Adelaïde de Kuijper, een serieuze carrière in het variété begon. Aanvankelijk trad hij samen met zijn broer Lou Bandy op onder de naam The Bandy Brothers (Bandy is een veramerikaanste omkering van de lettergrepen Die-ben.) Al snel bleken de karakters van de broers echter te sterk te botsen om zinvol te kunnen samenwerken; in tegenstelling tot Lou stond Willy bekend als een aimabel mens.
Willy veranderde zijn artiestennaam in het al even Amerikaans klinkende Derby en vierde in de jaren twintig en dertig successen als zanger van licht sentimentele teksten, meestal van de hand van Ferry van Delden of Jacques van Tol. Behalve artiest was hij ook eigenaar van een aantal Haagse platenzaken. Het ging Derby financieel dan ook voor de wind, wat goed uitkwam omdat hij vanaf de tweede helft van de jaren dertig zowel zijn echtgenote als minnares Teddy Schaank onderhield.
Tijdens de Tweede Wereldoorlog stond Derby, dankzij Van Tols verkapte verzetslied Op de Grebbeberg, van meet af aan bekend als een anti-Duits artiest. Gebruikmakend van zijn grote populariteit zocht hij bij optredens de grenzen op van wat de bezetter als toelaatbaar beschouwde. Dat hij die grenzen ook weleens overschreed blijkt uit het feit dat hij zowel in 1941 als in 1943 gedetineerd was in de Scheveningse strafgevangenis op beschuldiging van anti-Duitse provocatie. Daar werden hem de medicijnen die hij nodig had voor zijn hartkwaal onthouden. Teddy Schaank wist met list en moed te bereiken dat ze haar vriend kon bezoeken. Zij smokkelde de medicijnen naar binnen en redde daarmee mogelijk zijn leven.
Tijdens de oorlog verslechterde Derby's gezondheid. Luttele tijd nadat Teddy Schaank de liefdesrelatie met hem verbrak, stierf Derby op 58-jarige leeftijd aan een hartaanval en werd begraven op Oud Eik en Duinen.